# Franz Katz (Politiker)

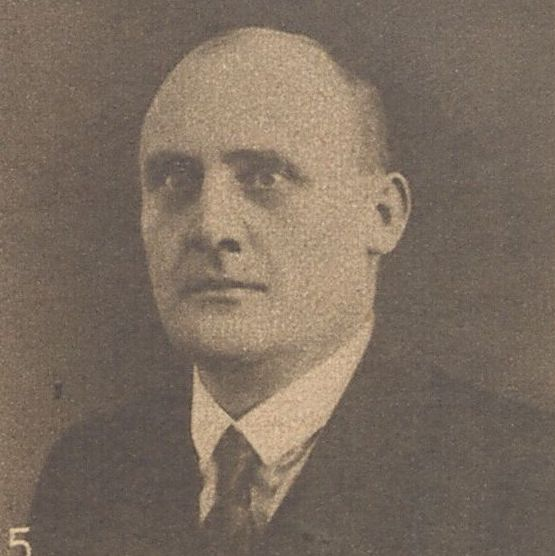
Franz Katz, um 1929

Franz Katz (geboren 25. September 1887 in Janessen, Österreich-Ungarn; gestorben 2. August 1955 in London) war ein tschechoslowakischer Gewerkschaftssekretär und Politiker. 

## Leben
Franz Katz arbeitete als Bergmann. 1908 gehörte er zu den Delegierten bei der Versammlung des Verbandes jugendlicher Arbeiter Österreichs. Katz wurde Gewerkschaftssekretär in Falkenau an der Eger. In der Tschechoslowakei wurde er Anfang der 1920er Jahre Bezirkssekretär der Deutschen sozialdemokratischen Arbeiterpartei in der Tschechoslowakischen Republik (DSAP) in Karlsbad. Katz wurde auch Mitglied des Gemeinderats von Falkenau. 
Katz war von 1926 bis 1938 Abgeordneter im Tschechoslowakischen Abgeordnetenhaus. Beim Anschluss des Sudetenlandes an das nationalsozialistische Deutsche Reich 1938 verlor er wie alle Abgeordneten aus den Sudeten den Abgeordnetensitz in Prag und er floh vor der nationalsozialistischen Verfolgung nach London. Dort engagierte er sich unter den sudetendeutschen und ab 1939 tschechoslowakischen Exilpolitikern und leitete die „Treugemeinschaft der Exilgruppe der sudetendeutschen Sozialdemokraten“ (TG), der auch Wenzel Jaksch angehörte. Unter den Exilanten vertrat er in Opposition zu Edvard Beneš das Selbstbestimmungsrecht der sudetendeutschen Bevölkerung und forderte eine Volksabstimmung.